# Lushfoil Photography Sim
Lushfoil Photography Sim — приключенческая компьютерная игра, разработанная Мэттом Ньюэллом и изданная компанией Annapurna Interactive. Игра позволяет путешествовать и фотографировать реальные ландшафты со всего мира. Во время путешествия по локациям игроки могут фотографировать с помощью настраиваемой виртуальной камеры, искать коллекционные предметы и открывать особые активности.
Релиз игры состоялся 15 апреля 2025 года для Windows, Playstation 5 и Xbox Series X/S.

## Игровой процесс
Lushfoil Photography Sim представляет собой симулятор ходьбы, в котором игроки исследуют заранее созданные локации и занимаются фотографированием. При съёмке игроку необходимо учитывать различные параметры камеры, такие как экспозиция, контраст, баланс белого цвета и фокусировка. После съёмки фотографии можно дополнительно обработать с помощью встроенных игровых инструментов.
Игра позволяет путешествовать по реальным ландшафтам со всего мира. В игре представлены такие места, как озеро Браес (итал. Lago di Braies) в Южном Тироле (Италия), пляж Касл-Рок (англ. Castle Rock Beach) в Милапе (Западная Австралия), храм Фусими-Инари-тайся в Киото (Япония), песчаная равнина Мюрдальссандур (исл. Mýrdalssandur) на юге Исландии и гора Ле Прарион (фр. Le Prarion) в Шамони-Мон-Блан (Франция), а также многие другие. Игроки могут изменять погодные условия и время суток на этих картах. Игра также предоставляет образовательную информацию о каждой локации, например, для пляжа Касл-Рок указано, что этот ландшафт основан на традиционных землях народа Ваданди. Игроку предлагается выполнять небольшие задания в каждой локации; фотографировать определённые места на карте и находить коллекционные предметы. Обе эти активности необходимы для открытия новых локаций.

## Разработка
Игра была разработана Мэттом Ньюэллом (англ. Matt Newell), который ранее работал во фрилансе над похожими визуальными проектами на движке Unreal Engine. На создание игры Ньюэлла вдохновили визуальные решения видеоигр, таких как Star Wars Battlefront и The Vanishing of Ethan Carter, а также инди-проекты Journey, Minecraft и Inside. Вдохновением послужили также работы фотографов, особенно съёмки в Исландии и Китае.
Некоторые локации, представленные в игре, основаны на более ранних самостоятельных версиях игры, опубликованных в itch.io и Steam. К ним относятся три локации из Австралии, Исландии и Японии. Впоследствии эти версии были удалены с цифровых площадок.
Игра разрабатывалась на движке Unreal Engine 5, что позволило реализовать фотореалистическую графику. Саундтрек игры выполнен в стиле эмбиент и подобран для каждой локации отдельно. По словам разработчика, музыка основана на композициях его любимых исполнителей. Над звуком проекту помогал звуковой дизайнер Стивен Грин (англ. Steven Green).

## Выпуск
29 июня 2023 года Annapurna Interactive представила трейлер Lushfoil Photography Sim после того, как согласилась издать игру, разработка которой велась в течение нескольких месяцев. В июне 2024 года в рамках фестиваля Steam Next Fest была выпущена демоверсия игры. 24 февраля 2025 года вышел трейлер игры, а также была объявлена дата её выхода — 15 апреля 2025 года. Игра была выпущена 15 апреля 2025 года для платформ Windows, PlayStation 5 и Xbox Series X/S.

## Восприятие
| Сводный рейтинг       | Сводный рейтинг          |
| Агрегатор             | Оценка                   |
| --------------------- | ------------------------ |
| Metacritic            | (PC) 79/100 (PS5) 75/100 |
| OpenCritic            | 75%                      |
| Иноязычные издания    |                          |
| Издание               | Оценка                   |
| Eurogamer             | [ 20 ]                   |
| Push Square           | 8/10                     |
| The Games Machine     | 7.5/10                   |
| But Why Tho?          | 10/10                    |
| Digitally Downloaded  | [ 24 ]                   |
| Loot Level Chill      | 7/10                     |
| PlayStation Universe  | 8/10                     |
| Русскоязычные издания |                          |
| Издание               | Оценка                   |
| Stratege.ru           | 65/100                   |

Согласно Metacritic, игра получила «в основном положительные» отзывы от критиков. По данным OpenCritic, средний балл от ведущих критиков составил 78%. 
В марте 2022 года разработчик игры заявил, что реализовал «лучшую траву» среди видеоигр, и это утверждение стало популярным в социальной сети TikTok.
Кристиан Донлан из Eurogamer описал игру как «поочерёдно минималистичную и роскошную, захватывающее исследование искусства фотографии». Кэтрин Конг из But Why Tho? похвалила игру за фотореалистичную графику, атмосферный саундтрек и реалистичная реализация цифрового зеркального фотоаппарата, назвав игру «мастер-классом визуального творческого процесса». Лайл Пендл из Loot Level Chill назвал игру «мечтой любителя фоторежима», но раскритиковал систему прогрессии и барьеры на краях мира. Рецензент из Digitally Downloaded отметил неудобное управление и проблемы с укачиванием. Габриэле Бардуччи из The Games Machine подчеркнул расслабляющий геймплей и атмосферу игры, но обратил внимание на ограниченность локаций и короткую продолжительность игры.
Джеймс Арчер из Rock Paper Shotgun описал игру как «тихую, но прекрасную прогулку по некоторым из лучших природных пейзажей Земли», не поставив игре оценку. Кейт Гарибальди из PetaPixel отметила, что одним из её любимых моментов в игре стал участок в Исландии. Она также подчеркнула образовательные элементы игры, которые предоставляют информацию о каждом месте.
Роберт Рэмси из Push Square охарактеризовал игру, как «глубоко расслабляющее, с любовью созданное приключение, в которое так легко погрузиться». Однако Рэмси раскритиковал игру за то, что фотографии не сохраняются в хранилище PS5, за немного неудобное управление и за периодические замедления кадров. Джо Ричардс из PlayStation Universe похвалил графику и атмосферу игры, но раскритиковал систему прогрессии за нарушение ритма исследования.
Рецензент из Stratege.ru назвал игру «самым настоящим учебником по фотографии». Среди недостатков он выделил отсутствие связи между внутриигровой галереей и медиатекой консоли, что затрудняет сохранение фотографий, а также микролаги во время ходьбы, которые могут нарушить плавность игрового процесса.